# بازار قیصریه (لار)

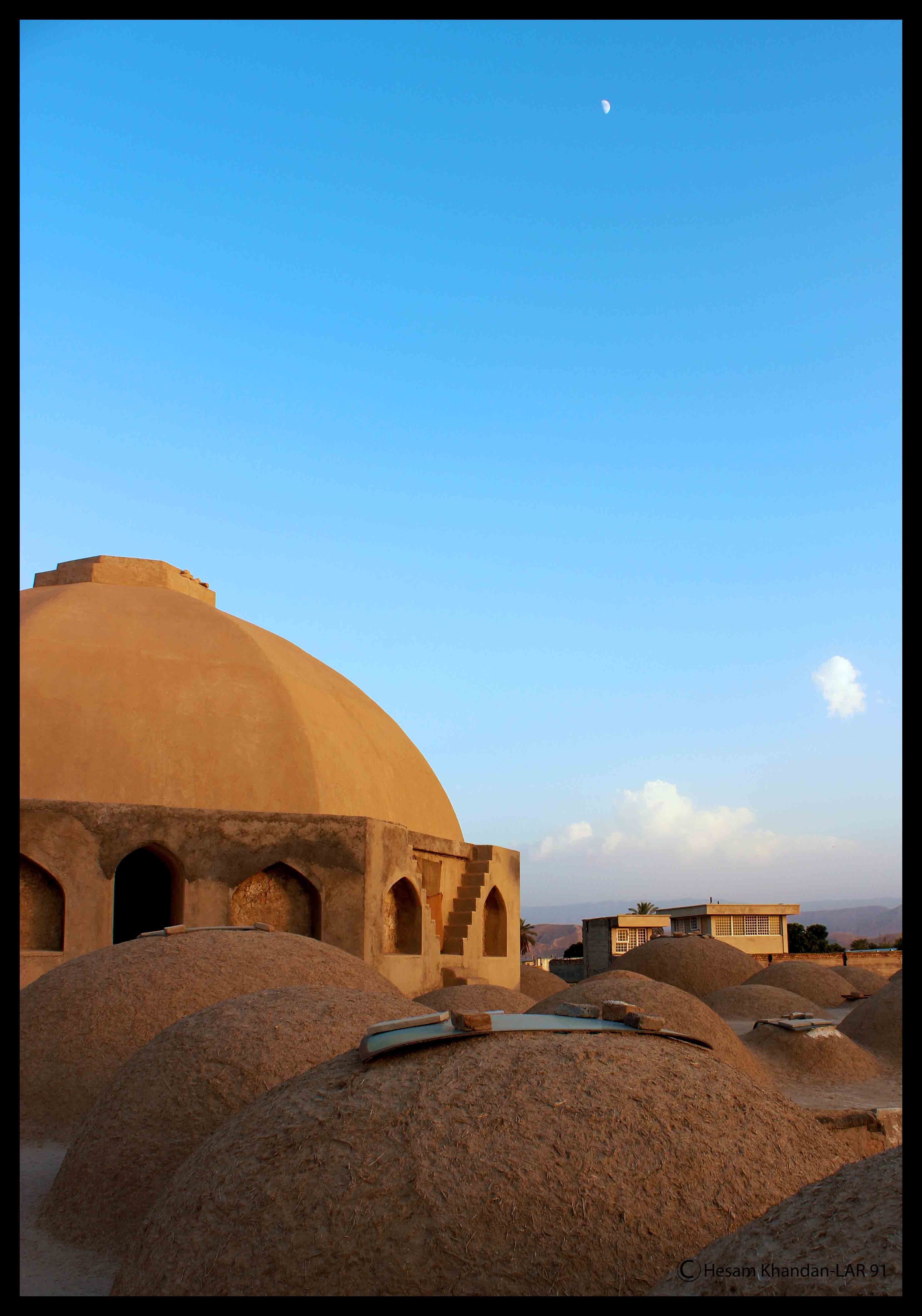
گنبد قیصریه لار

بازار قیصریه در شهرستان لار از توابع استان فارس کشور ایران واقع شده است. این بازار یک مجموعه نفیس و پرتنوع معماری قدیم و قدیمی‌ترین بازار ایران و به الگو و مادر بازارهای ایران معروف بوده و جلوه‌های بارزی از شیوه‌ها و شگردهای معماری گذشته – از پیش از صفویه، تا قاجاریه در این مجموعه تاریخی به چشم می‌خورد و با آنکه غبار صدها سال بر رخسار آن نشسته است، استحکام و قدرت بافت آن کمترین آسیبی ندیده است. این معنی را بازار قیصریه لار و کاروانسراهای پیرامون آن با زلزله‌های مهیبی که مغرورانه از سر گذرانده‌اند، بی‌آنکه خدشه‌ای بپذیرند، اثبات کرده‌اند.
معمار اصلی این بنا استاد حسین آسوده از معماران ماهر است که با فرزندان و برادرانش که همگی معمار بودند این بنای عظیم را خلق نمودند، هم‌اکنون نوادگان این استاد معمار بزرگ در شهر بنارویه از توابع شهرستان لارستان در حال بنایی هستند.
جالب است که بدانید بازار وکیل شیراز و بازار قیصریه اصفهان از بنای بازار قیصریه لار الگو برداری شده با این تفاوت که بازار وکیل و بازار اصفهان از آجر، و بازار قیصریه لار از سنگ ساخته شده است

## بازار قیصریه از نظر آرتور پوپ
آرتور پوپ – ایران‌شناس نامی معتقد است: گنبد سابقهٔ طولانی در معماری جهان دارد، اما تمام گنبدهای پیشین بر پایهٔ مدور قرار می‌گرفتند و این معماران ساسانی بودند که نخستین بار مسئله برپایی گنبد بر سطوح چهارگوش را حل کردند. از این رو می‌توان گفت ایران سرزمین شکل‌گیری گنبدهای واقعی است. ابعاد بزرگ گنبدخانه‌ها و نیز ساخت آنها در سالهای نخست قدرتیابی اردشیر بابکان (شاید سالهای پایانی حکومت اشکانی)، نشان می‌دهد مراحل اولیهٔ شکل‌گیری این تکنیک پیشرفته در دوره اشکانی طی شده است. با این حال اجرای ضعیف و ناپخته سکنجها، ارتفاع زیاد گنبدها و نیز ضخامت زیاد دیوارهای
زیرین گویای این است که این تکنیک در ابتدای راه خود قرار داشته است. و در دوران صفویه به نهایت زیبایی خود می‌رسد.
این مسیر رو به کمال معماری ایران و این تعالی ذوق و قریحه را که «پوپ» از آن سخن می‌گوید، در مجموعه بازار قیصریه «لار» به وضوح می‌یابیم.
نمای داخل گنبد بازار از سنگ‌تراش است. چهار دالان طولانی
«شمالی»، «جنوبی»، «شرقی» و «غربی»، استخوان‌بندی اصلی بازار را می‌سازند. این دالان‌ها در محل یک چهار سوق یکدیگر را قطع می‌کنند.
در طرفین دالان جنوبی و شرقی و غربی ۱۳ زوج مغازه و در طرفین دالان شمالی ۱۴ جفت مغازه احداث شده است. بنای اصلی بازار خیلی قدیمی است.

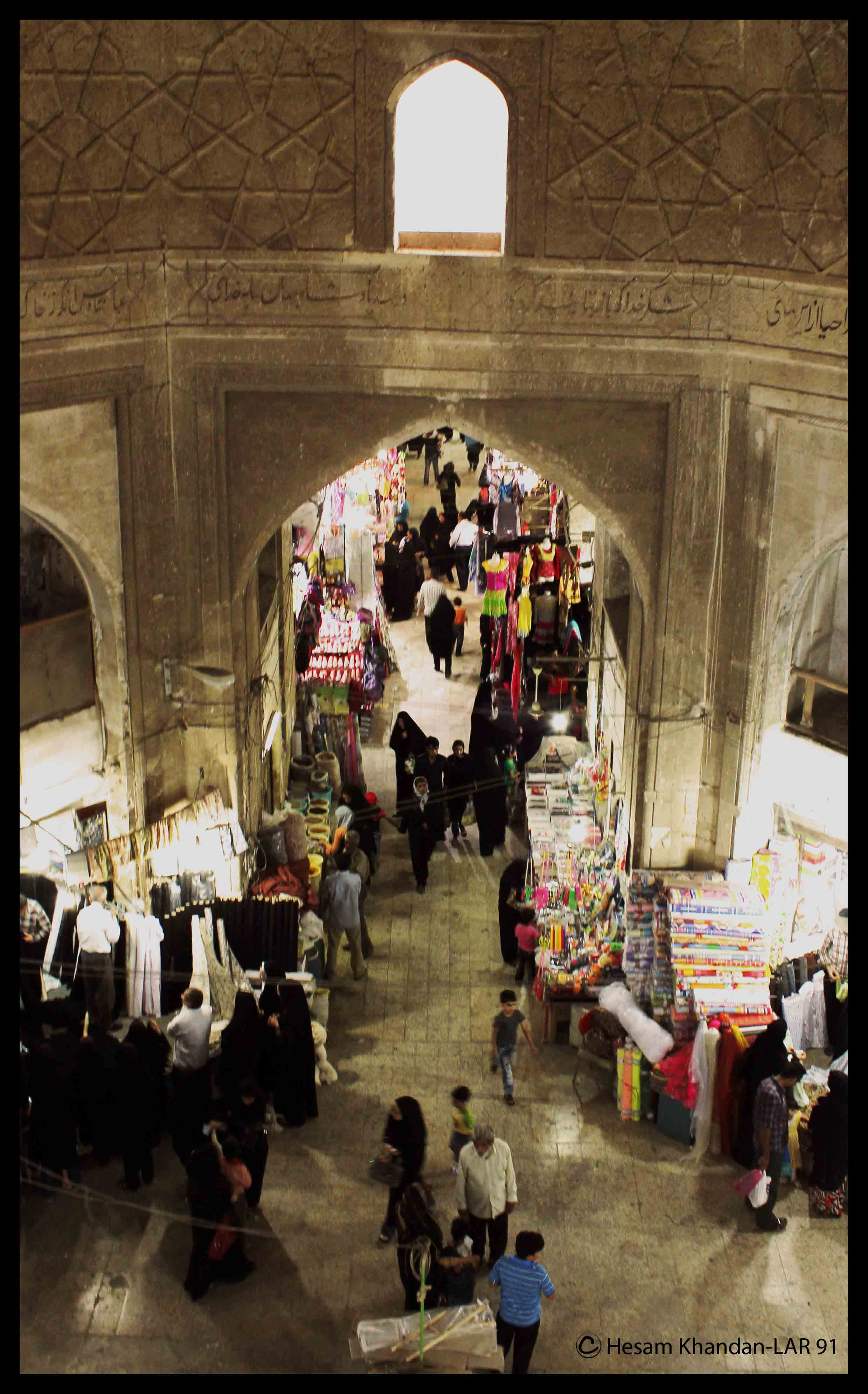
فضای داخلی بازار قیصریه لار

## بازار قیصریه در فارسنامه ناصری
کتاب فارسنامه ناصری آگاهی‌هایی از این بازار و چگونگی ایجاد آن به ما می‌دهد: «ایالت خطه لارستان» در زمان
شاه کیخسرو تا سال ۱۰۱۱ در دودمان گرگین میلاد باقی بماند و آخرین اولاد او میرزا علاءالملک مشهور به شه ابراهیم خان پسر نورالدهرخان لاری است که نواب الله‌وردی خان گرجی والی فارس او را به قهر و غلبه گرفته در وقتی که شاه ایران شاه عباس ماضی صفوی در نزدیکی شهر بلخ توقف داشت، الله وردی خان و شاه ابراهیم خان لاری وارد شدند و بعد از چند روزی شاه ابراهیم خان وفات یافت و اکنون از آثار ملوک گرگینی در شهر لار مسجد جامع چاربازار مشهور به قیصریه است که دیوار و طاقهای داخلی و خارجی آن‌ها را از گچ خالص و سنگ تراشیده منبت و مقرنس ساخته‌اند و چندین مرتبه آن را تعمیر نموده‌اند و در سال ۱۰۱۵ حاجی قنبر علی بیک ذوالقدر جهرمی وزیر خطه لار، قیصریه را تعمیری لایق نمود، چنان‌که در پیشانی طاق بزرگ چهارسوق قیصریه این قطعه را نگاشته و تاکنون باقی است.
شکر خدا که باز بتابید کردگار در عهد پادشاه جهان سایه خدا، تاریخش از خرد طلبیدم جواب گفت دارلامان ا رشد احیاء از این بنا ۱۰۱۴
بازار قیصریه لار به دوره پیش از صفویه تعلق دارد، اما بخاطر فرسودگی و صدماتی که بر آن وارد آمده بود، در زمان شاه عباس کبیر احیا و نوسازی شد. این مرمت و بهسازی در عصر قاجاریه تجدید شد و نشانه‌ها و یادگارهای تازه‌ای از شیوه معماری این عصر به مجموعه «لار» افزوده گشت.

## بازار قیصریه در درحال حاضر
بازار در حال حاضر شامل دو شبکه شمالی و جنوبی است که مدخل ورودی جنوبی آن از میدان جدیدالاحداث لار شروع و به محل‌های شمالی قدیمی بازار ختم می‌شود. رشته دیگر شرقی و غربی است که در تقاطع بازار شمالی جنوبی دارای یک چهارسوق وسیع است. چهارسوق به صورت ۸ گوش است و در چهار گوش آن چهار باب مغازه در هر سمت احداث شده است. در اطراف چهارسوق و در پشت چهار مغازه هر سمت چهارسوق، بازاری بعرض ۳/۴متر دورادور ادامه دارد و باین ترتیب طرح جانبی را به وجود آورده است که در سایر بازارهای ایران نظیر آن دیده نمی‌شود. طول بازار شرقی و غربی ۶/۱۱۷ متر و طول بازار شمالی جنوبی ۴/۱۲۴ متر است.
جالب‌ترین بخش بازار قیصریه لار طرح چهارسوق آن است که در نوع خود از نظر معماری منحصربه‌فرد است. گنبد سنگی چهارسوق دارای طرح بسیار جالبی است و ارتفاع آن از ۱۸ متر تجاوز می‌کند.

## سرمشقی برای ساختن بازارهای قدیمی
بازار قیصریه لار سرمشقی برای ساختن سایر بازارهای قدیمی ایران بود و از روی طرح این بازار، بازارچه بلند اصفهان و سپس در دوره زندیه بازار وکیل بنا شد. بازار قیصریه دارای ویژگی‌های جاذبه انگیز و چشمگیری است که در دیگر بازارهای قدیمی ایران نظیر آن دیده نمی‌شود. طاقهای ضربی با این ارتفاع در سایر بازارهای قدیمی ایران دیده نمی‌شود. بلندی طاق ضربی در چهارسوق به ۱۸ متر می‌رسد و عظمت حشمت‌آمیز آن تأثیر اعجاب‌انگیزی در بیننده بر جای می‌گذارد. بر روی طاق ضربی چهارسوق بادگیر (خشیخان) ساده‌ای زده‌اند که باعث تهویه بازار می‌شود. بعلت ارتفاع زیاد طاق چهارسوق، این تهویه به‌طور کامل انجام می‌گیرد، به همین جهت بازار قیصریه در تابستان‌ها دارای هوای فوق‌العاده خنک است. طاق عظیم ضربی چهارسوق که روی یک هشتی قرار دارد، پس از گذشت صدها سال کوچک‌ترین خللی نیافته است و با ان شکوه نخستین چشم را می‌نوازد. چند نمونه از درهای قدیمی مغازه‌ها هنوز در محل خود باقی است. در سایر مغازه‌ها جایگزینی درهای آهنی به جای درهای چوبی نخستین، به گونه وصله ناجوری می‌نماید. کف خیابان و میدان جنوبی بازار از کف بازار بلندتر است و به همین جهت ۳/۱ ارتفاع بازار پائین‌تر از سطح آن قرار دارد. یک پلکان سنگی رابط خیابان به بازار است. تاریخ تعمیرات بازار قیصریه درعهد صفوی در پی گنبد چهارسوق نقش بسته است. کتیبه سنگی دیگری که در مدخل بازار در سمت جنوب بر پیشانی دروازه ورودی نصب شده آگاهی لازم را دربارهٔ تعمیرات و نوسازی بازار در دوران قاجار بدست می‌دهد.

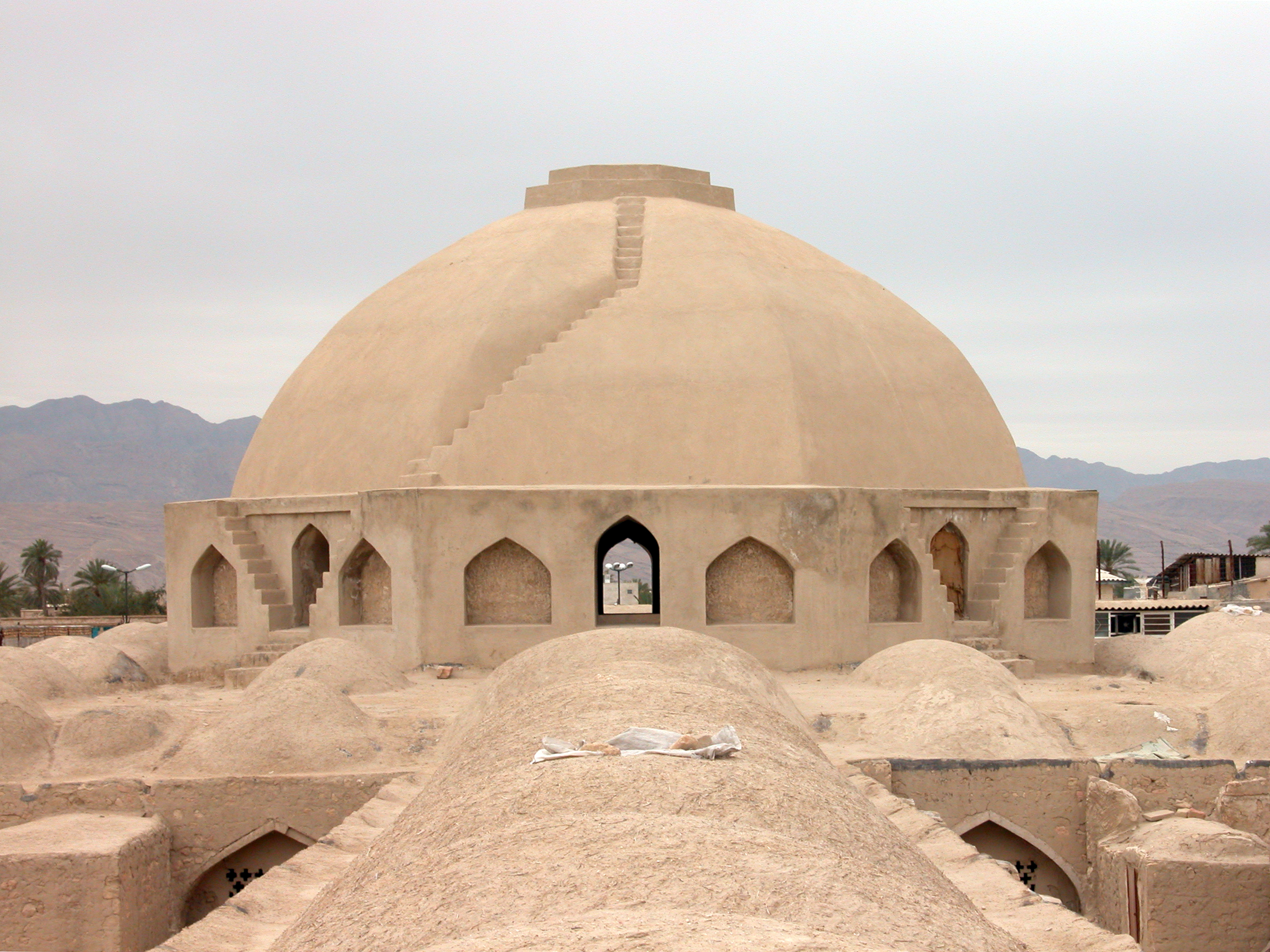
گنبد اصلی چهارسوق بازار لار

## کتیبه سنگی سردر جنوبی بازار
این کتیبه بر روی سنگ مرمر در پیشانی سردر ورودی جنوبی قیصریه نصب شده و مربوط به تعمیرات بازار قیصریه لار در زمان ناصرالدین‌شاه است. متن کتیبه در ۸ سطر با خط نستعلیق چنین خوانده می‌شود:
به عهد خسرو صاحب قرآن ناصر دین که داشت مملکت ایران زمین حصن حصین مثال داده فرمان او قضا و قدر پناه جسته درگاه او زمان و سنین خدیولار خداوندگار عدل شعار که بود همت و توفیقشان مسلمین به نام فتحعلی خان ز فر وجود سخا برخش همت حاتم صفت نهادی زین نمود احیاء این قیصر را پس آنک گذشته بود ز ویرانیش شهور و سنین چه قیصریه که از شرم او هنوز چکد عرق ز عارض چین و ز چهره ماچین ز هجرت نبوی بد هزاروسیصد سال که شد تمام و بر او کرد آسمان تحسین زبان پاک بر آبدان پاک باعث شهر هزار. رحمت و جاودانا و قرین ۱۳۰۰

## نوسازی بازار
نوسازی بازار قیصریه در دوره ناصرالدین شاه به‌وسیله فتحعلی‌خان گراشی حاکم فارس صورت گرفت. کتیبه دوم، کتیبه مفصلی است که درپای گلوی گنبد هشتی دالان قیصریه بخط نستعلیق در دوره شاه عباس کبیر نصب شده است. کتیبه چهارسوق قیصریه از سمت جنوب شروع می‌شود و مضمون آن چنین است:
شکر خدا که باز به تأیید کردگار درعهد پادشاه جهان سایه خدا عباس شاه آنکه ز خاک درش مدام کسب سعادت ابدی می‌کند همای از یمن عدل خان زمان آنکه از کفش خجلت برد محیط چو گیرد ره سخای ویران سرای لار بسعی وزیر دهر دستور بحر خاطر و دارای مهرو رأی قنبر علی بیک آنکه ز آئینه دلش در غیرت ابد شده جام جهان‌نمای.
و در دنباله کتبیه، معمار بازار و بنای آن معرفی شده‌اند:
عمل استاد نورالدین محمد – بنا احمد سپاه و اشعار کتیبه باز ادامه می‌یابد:
مأمور شد چنان‌که نمانده است جغد را از وی ز بهر ساختنش آشیانه جای از قیصریه‌ای که هوای فضای او همچون نسیم باغ بهشت است غم‌زده‌ای تاریخش از خرد طلبیدم جواب گفت دارالامان لار شد احیاء از این بنا. و بنابراین برحسب حروف ابجد، تاریخ تجدید ساختمان و تعمیرات قیصریه در دوره شاه عباس کبیر و سال ۱۰۱۴ هجری قمری است. بازار را تعدادی کاروانسرا از دوره صفویه احاطه کرده است که هر یک از آن‌ها نمونه ساحرانه و بارزی از معماری روزگار صفوی است، از جمله در گوشه جنوب شرقی میدان جدیدالاحداث، کاروانسرای جالبی است که سردر آن رو به خیابان باز می‌شود. سردر ورودی دارای گچ‌بری‌های دل‌انگیز و زیبائی است که به‌وسیله داران طولانی به صحن کاروانسرا مربوط می‌شود. صحن کاروانسرا دارای طرح چهارگوش است و در چهار طرف آن چهار ایوان با سبکی بسیار جالب بنا شده که دارای طاقهای بیضوی و جناقی است. فعلاً از حجره‌های اطراف کاروانسرا به‌عنوان انبار استفاده می‌شود.